# A Washingtoni Egyetem rektorainak listája

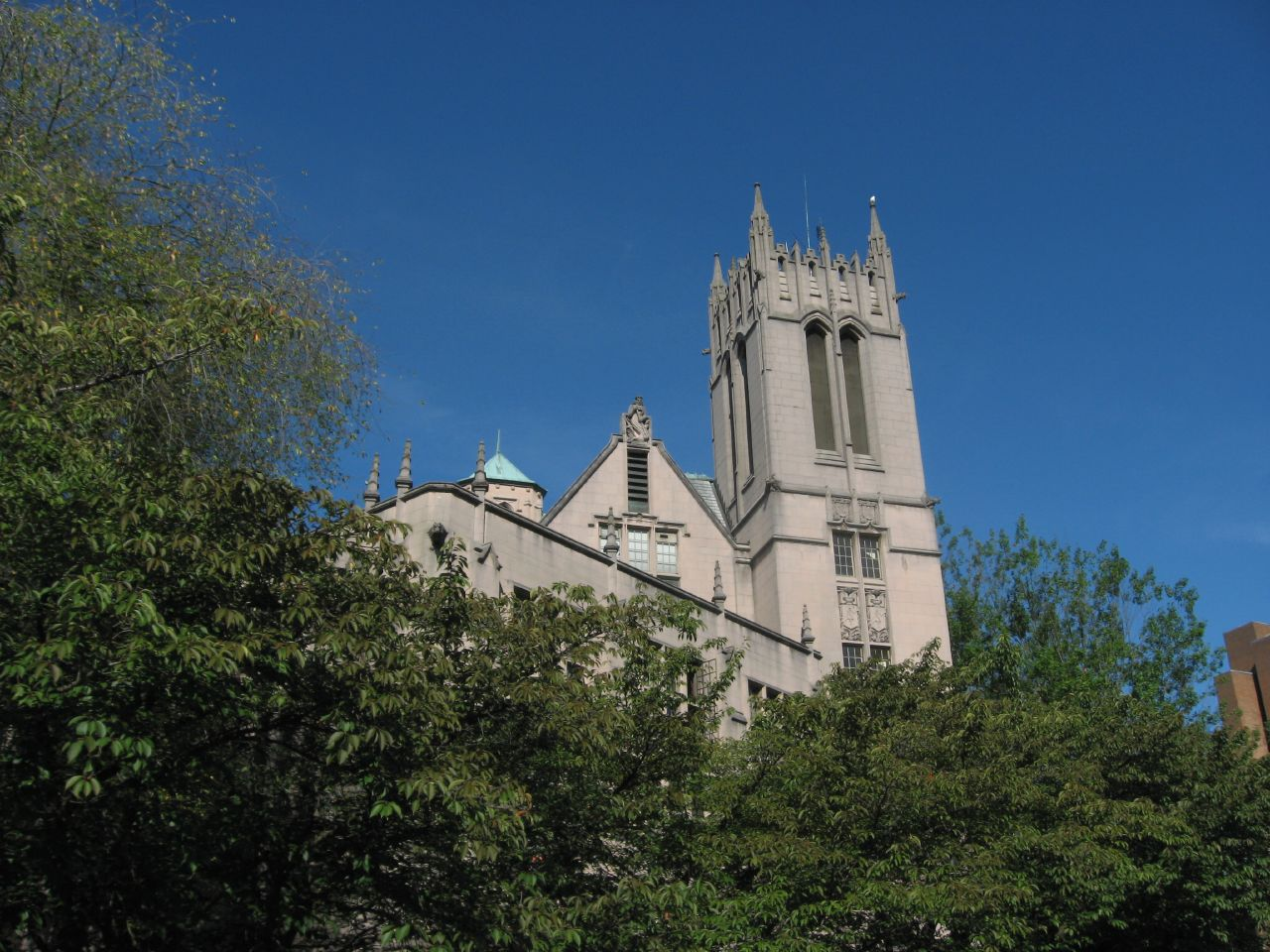
A Gerberding épület, a Rektori Kabinet székhelye

Az alábbi listán a Washingtoni Egyetem rektorai szerepelnek. A Rektori Kabinet székhelye a William P. Gerberdingről elnevezett Gerberding épület.

## Lista
1867 és 1869 között, valamint 1874 és 1876 egy részében az egyetem zárva tartott. Az ideiglenes rektorokat csillag jelzi.

| Rektor                   | Hivatali idő |
| ------------------------ | ------------ |
| Asa Mercer               | 1861–63      |
| William Edward Barnard   | 1863–66      |
| George F. Whitworth      | 1866–67      |
| –                        | 1867–69      |
| John Henry Hall          | 1869–72      |
| Eugene Kincaid Hill      | 1872–74      |
| Mary W. „May” Thayer*    | 1874         |
| –                        | 1874         |
| George F. Whitworth      | 1874–76      |
| –                        | 1876         |
| Alexander Jay Anderson   | 1877–82      |
| Leonard Jackson Powell   | 1882–87      |
| Thomas Milton Gatch      | 1887–95      |
| Mark Walrod Harrington   | 1895–97      |
| William Franklin Edwards | 1897         |
| Charles Francis Reeves*  | 1897–98      |
| Frank Pierrepont Graves  | 1898–1902    |
| Thomas Franklin Kane     | 1902–14      |
| Henry Landes             | 1914–15      |
| Henry Suzzallo           | 1915–26      |
| David Thomson*           | 1926–27      |
| Matthew Lyle Spencer     | 1927–33      |
| Hugo Winkenwerder*       | 1933–34      |
| Lee Paul Sieg            | 1934–46      |
| Raymond B. Allen         | 1946–51      |
| H. P. „Dick” Everest     | 1952         |
| Henry Schmitz            | 1952–58      |
| Charles Odegaard         | 1958–73      |
| Philip W. Cartwright*    | 1973–74      |
| John R. Hogness          | 1974–79      |
| William P. Gerberding    | 1979–95      |
| Richard Levis McCormick  | 1995–2002    |
| Lee L. Huntsman          | 2003–04      |
| Mark Emmert              | 2004–10      |
| Phyllis Wise*            | 2010–11      |
| Michael K. Young         | 2011–15      |
| Ana Mari Cauce           | 2015–2025    |
| Robert J. Jones          | 2025–        |

## Idővonal
| A rektorok hivatali ideje |
| ------------------------- |
|                           |

## Fordítás
- Ez a szócikk részben vagy egészben  a   List of presidents of the University of Washington című angol Wikipédia-szócikk ezen változatának fordításán alapul.  Az eredeti cikk szerkesztőit annak laptörténete sorolja fel. Ez a jelzés csupán a megfogalmazás eredetét és a szerzői jogokat jelzi, nem szolgál a cikkben szereplő információk forrásmegjelöléseként.